# Dorfkirche Falkenberg (Mark)

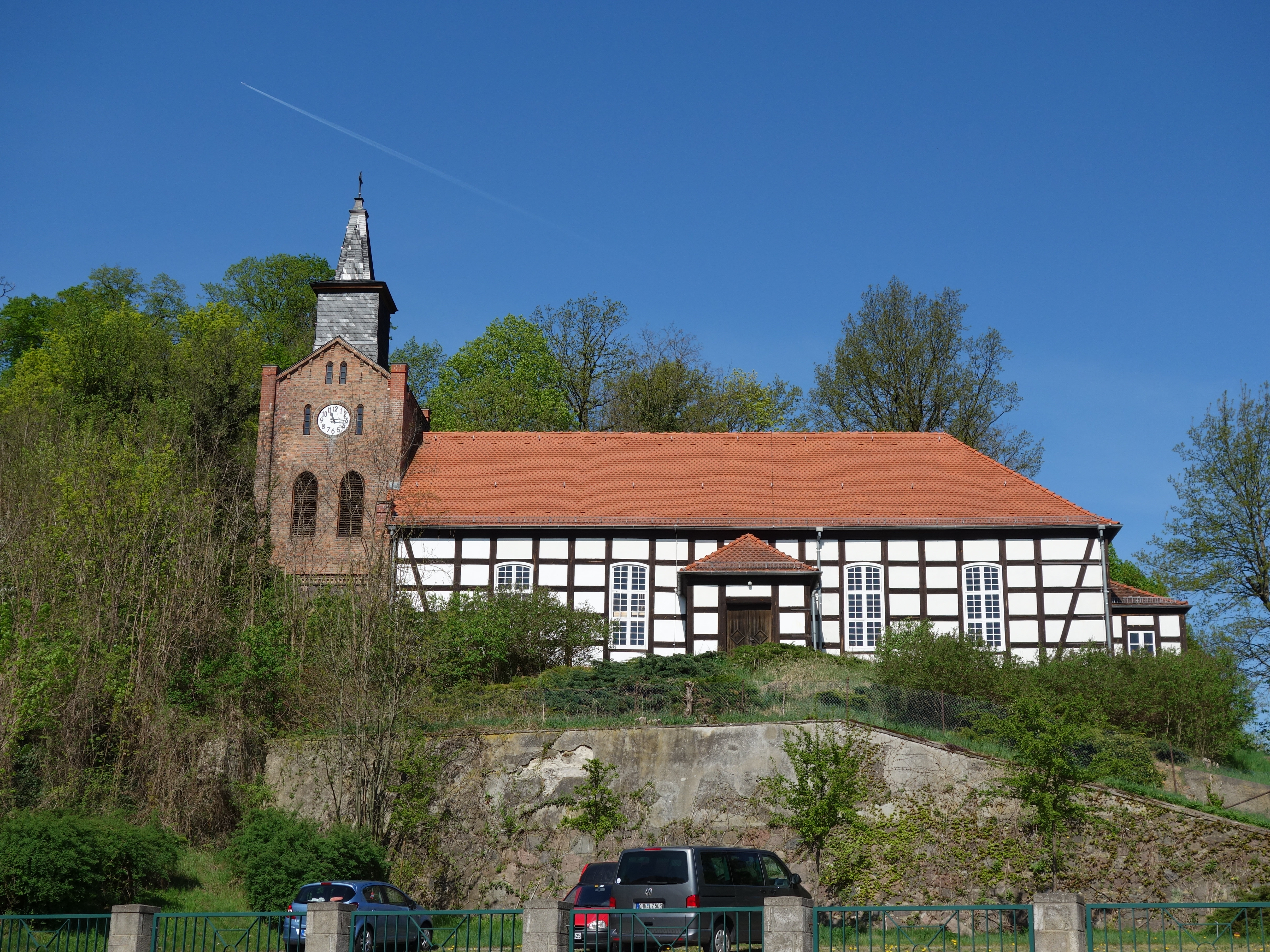
Dorfkirche Falkenberg (Mark)

Die evangelische, denkmalgeschützte Dorfkirche Falkenberg steht im Ortsteil Falkenberg/Mark der Gemeinde Falkenberg (Mark) im Landkreis Märkisch-Oderland von Brandenburg. Die Kirchengemeinde gehört zum Pfarrsprengel Falkenberg im Kirchenkreis Barnim der Evangelischen Kirche Berlin-Brandenburg-schlesische Oberlausitz.

## Beschreibung
Die Fachwerkkirche wurde 1817 bis 1820 nach einem Dorfbrand errichtet. Die Saalkirche besteht aus einem Langhaus, einer Sakristei im Osten und einem neugotischen Kirchturm aus Backsteinen im Westen. Auf dessen quer zum Schiff angeordnetem Satteldach erhebt sich ein quadratischer Dachreiter mit einem spitzen schiefergedeckten Helm.
Der Innenraum ist durch hölzerne Stützen in drei Bereiche geteilt, der mittlere ist mit einem hölzernen Tonnengewölbe überspannt. Zur Kirchenausstattung gehört ein Kanzelaltar. Auf der Empore steht eine Orgel mit 18 Registern, zwei Manualen und einem Pedal. Sie wurde 1904 von Hermann und Albert Kienscherf gebaut.